# Alfonso Maria Casoli
Alfonso Maria Casoli (Modena, 21 luglio 1867 – Torino, 20 febbraio 1923) è stato un gesuita, poeta e romanziere italiano, ricordato soprattutto come autore di componimenti poetici in lingua latina.

## Biografia
Nacque in una famiglia colta e devota alla Chiesa cattolica. Suo padre, Ferdinando Casoli, era professore di diritto all'università di Modena; la madre Virginia Parenti, era figlia del letterato Marcantonio Parenti; il fratello maggiore, Pier Biagio Casoli, fu uno dei principali esponenti dell'intransigentismo cattolico; una sorella, Teresina, morta in giovane età, era suora.
Divenne gesuita nel 1887, si laureò in lettere all'università di Padova nel 1901, e insegnò a lungo italiano, latino e greco nei territori italiani soggetti all'Impero austro-ungarico (Trentino, Gorizia) e in scuole confessionali quali l'Istituto Leone XIII di Milano di cui fu rettore. Fu letterato (scrisse un romanzo, alcuni saggi e poesie, sia in lingua italiana sia soprattutto in lingua latina) e polemista (collaborò alla Civiltà Cattolica su "cose letterarie e questioni correnti"), manifestando sempre opposizione alla cultura contemporanea. Nel suo romanzo Anime sane e nei carmi Ad conventum Hagensem de publica pace e Pacis augurium, manifestò avversione alla guerra in genere, e alla prima guerra mondiale in particolare. Partecipò più volte al Certamen poeticum Hoeufftianum di poesia latina di Amsterdam ottenendo nel 1908 la medaglia d'oro del primo premio, col carme Ad conventum Hagensem de publica pace, e sette volte la gran lode.

## Opere

### Prosa
- Anime sane, ossia la guerra d'Abissinia: racconto storico, Roma: Civiltà Cattolica, 1917
- Il cardinale Sforza Pallavicino e la repubblica di Venezia, Roma: Civiltà cattolica, 1900
- Il p. Paolo Segneri, le sue missioni nel territorio di Brescia e la Repubblica di Venezia: da documenti inediti (1676), Roma: Tip. A. Befani, 1902

### Poesia
- Ad conventum Hagensem de publica Pace; carmen praemio aureo ornatum in certamine poetico, Amstelodami: apud Io. Mullerum, 1908
- Lyricorum liber, Mutinae: impensis D. Cavallotti: typis Vincentii et nep., 1922
- De agrorum cultura fovenda ad italos; carmen in certamine poetico Hoeufftiano magna laude ornatum, Amstelodami: Apud Io. Mullerum, 1910
- De regicidio ulyssiponensi; carmen in certamine poetico Hoeufftiano magna laude ornatum, Amstelodami: Apud Io. Mullerum, 1909
- Ecloga novissima; carmen in certamine poetico Hoeufftiano magna laude ornatum, Amstelodami: edidit Academia Regia disciplinarum Nederlandica, 1922
- Lirycorum liber alter, Mutinae: Typis Vincentii et Nep., 1930
- Pacis augurium; carmen Alphonsi Mariae Casoli Mutinensis in certamine poetico hoeufftiano praemio aureo ornatum, Amstelodami: Apud Io. Mullerum, 1915
- Reliquie poetiche: raccolta postuma, Modena: Libr. Ed. Vincenzi, 1930